# Busseto
Busseto ist eine Gemeinde in der Provinz Parma in der Emilia-Romagna mit 6821 Einwohnern (Stand 31. Dezember 2023). Busseto ist bekannt als Geburtsort und Heimat von Giuseppe Verdi, der in dem Dorf Le Roncole (heute unter dem Namen Roncole Verdi nach Busseto eingemeindet) geboren wurde. Große überregionale Aufmerksamkeit erlangte Busseto auch 1976, als hier ein Teil der Dreharbeiten für den Spielfilm 1900 (Novecento) von Bernardo Bertolucci stattfand.

## Geographie
Neben dem Hauptort Busseto umfasst die Gemeinde neun, allesamt ländlich geprägte, Ortsteile (Contrada della Chiesa, Frescarolo, Madonna Prati, Roncole Verdi, Samboseto, San Rocco, Sant’Andrea, Semoriva und Spigarolo). Das gesamte Gemeindegebiet liegt in der völlig flachen, intensiv landwirtschaftlich genutzten Bassa Parmense, dem zur Provinz Parma gehörenden Teil der Poebene. Im Westen grenzt das Gemeindegebiet von Busseto an den Fluss Ongina, der zugleich die Grenze zur benachbarten Provinz Piacenza ist.

## Geschichte
Die Burg von Busseto, Rocca (= Festung) Pallavicino genannt, ist bereits um 985 von den Otbertinern (ital.: Obertenghi) erbaut worden. Sie kam später an deren Nachfahren-Linie, die Markgrafen Pallavicino. Oberto Pallavicino (1197–1269) war einer der engsten Gefolgsmänner des Stauferkaisers Friedrich II. und Anführer der kaisertreuen Ghibellinen. Der Kaiser bestätigte ihm den Besitz von Busseto und verlieh ihm weitere Lehen in der Gegend zwischen Cremona, Parma und Piacenza, aus denen später ein eigener kleiner Staat, der „Stato Pallavicino“, entstand. Dessen Hauptstadt war Busseto, bis diese 1479 nach Cortemaggiore verlegt wurde.

## Sehenswürdigkeiten
In der Stadt und in der Umgebung gibt es eine Reihe von Stätten, die mit dem Leben von Giuseppe Verdi verbunden und – als luoghi verdiani bezeichnet – auch zu besuchen sind. Dazu gehören unter anderem:

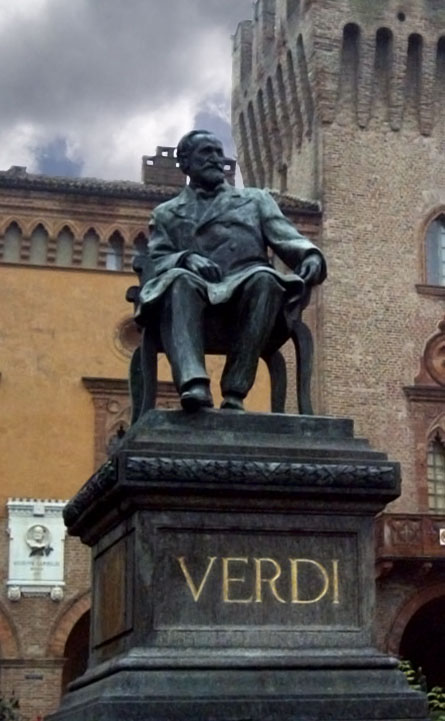
Verdi-Denkmal

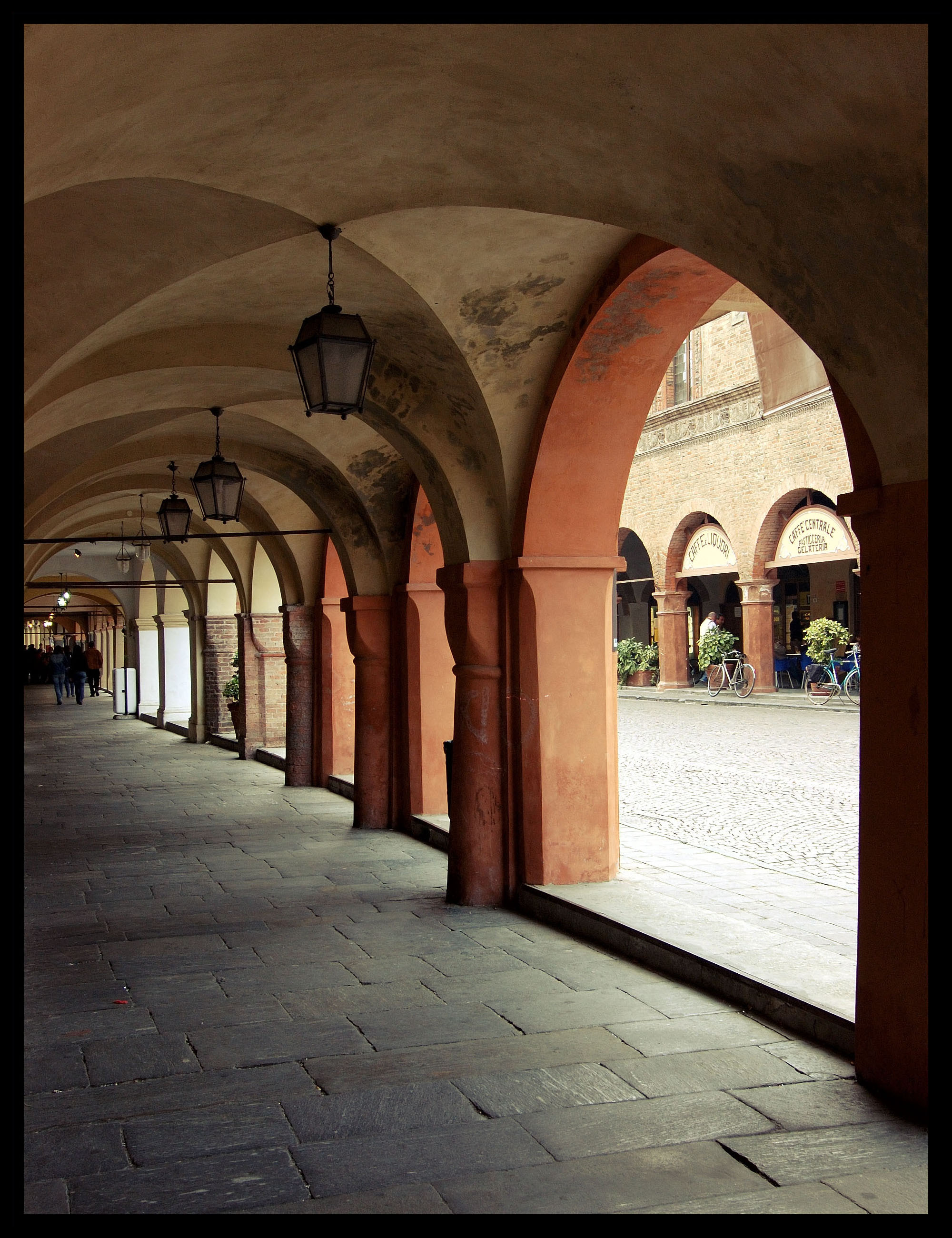
Portici

Roncole Verdi, der Geburtsort Verdis mit dem erhaltenen und als Museum zugänglichen Geburtshaus. Ebenfalls in Roncole Verdi lebte von 1952 bis 1968 der Schriftsteller und Journalist Giovannino Guareschi, berühmt als Autor der Geschichten von Don Camillo und Peppone.
San Michele Arcangelo, die Dorfkirche in Roncole Verdi, wo der junge Verdi das Orgelspiel erlernte.
Casa Barezzi, das Haus des Mannes, der seine frühen Bestrebungen förderte und wo Verdi sein erstes öffentliches Auftreten im Jahr 1830 hatte.
Santa Maria degli Angeli, ein Kloster der Franziskaner mit einer gotischen Kirche, die Verdi häufig besuchte. 1836 gab der junge Meister hier ein aufsehenerregendes Orgelkonzert.
Im Palazzo Orlandi, den er bereits 1845 gekauft hatte, lebte Verdi mit Giuseppina Strepponi von 1849 bis 1851. Verdi komponierte hier Luisa Miller, Stiffelio und Rigoletto.
Die Villa Verdi in Sant’Agata, einem benachbarten Dorf, das zur Gemeinde Villanova sull’Arda gehört, ist das Haus, das Verdi 1848 in Auftrag gab, als er in Busseto wohnte. Seine Eltern lebten dort bis 1851, als es Verdis Heim für den Rest seines Lebens wurde. Nach dem Tod seiner Frau Giuseppina im Jahr 1897 hielt er sich dort weniger häufig auf.
Das Teatro Giuseppe Verdi in Busseto ist ein kleines Theater mit 300 Plätzen, errichtet durch die Stadtgemeinde mit Unterstützung Verdis, aber nicht mit seiner Zustimmung. Das Theater ist innerhalb der Rocca Pallavicino untergebracht.
Neben seinen Hauptattraktionen, den luoghi verdiani, weist Busseto mehrere andere sehenswerte Kultur- und Baudenkmale auf. Die kleine Altstadt mit ihrer Hauptstraße via Roma mit ihren Arkaden ist ein für die Gegend typischer Renaissance-Ortskern, der zu den besterhaltenen in der Bassa Parmense gehört.
Die Rocca Pallavicino, ein früher komplett von Wassergräben umgebenes Schloss, das seit dem Mittelalter dem Adelsgeschlecht der Pallavicini gehörte. Die Rocca wurde in ihrer Geschichte mehrmals zerstört, restauriert und umgebaut; ihre heutige Form erhielt sie durch eine umfassende Rekonstruktion im neugotischen Stil im Jahre 1857. Vom mittelalterlichen Schloss ist noch der Hauptturm erhalten. Die Rocca beherbergt heute das Teatro Verdi und das Rathaus der Gemeinde Busseto.
Die Villa Pallavicino ist ein ebenfalls von den Pallavicino errichteter Renaissancebau, der außerhalb der Stadtmauern Bussetos in einer großzügigen Parkanlage angelegt wurde. Die Villa gilt als eines der prachtvollsten Renaissanceschlösser in der Region und beherbergt heute das Museo Nazionale Giuseppe Verdi. Der Innenhof dient für besondere Anlässe als Theater.
Zu den Kirchen der Stadt zählen außerdem San Bartolomeo und das benachbarte Oratorio della Santissima Trinità, in dem der Selige Roland von Salsomaggiore beigesetzt ist und in dem Giuseppe Verdi 1836 seine erste Ehe mit Margherita Barezzi schloss.

## Bilder

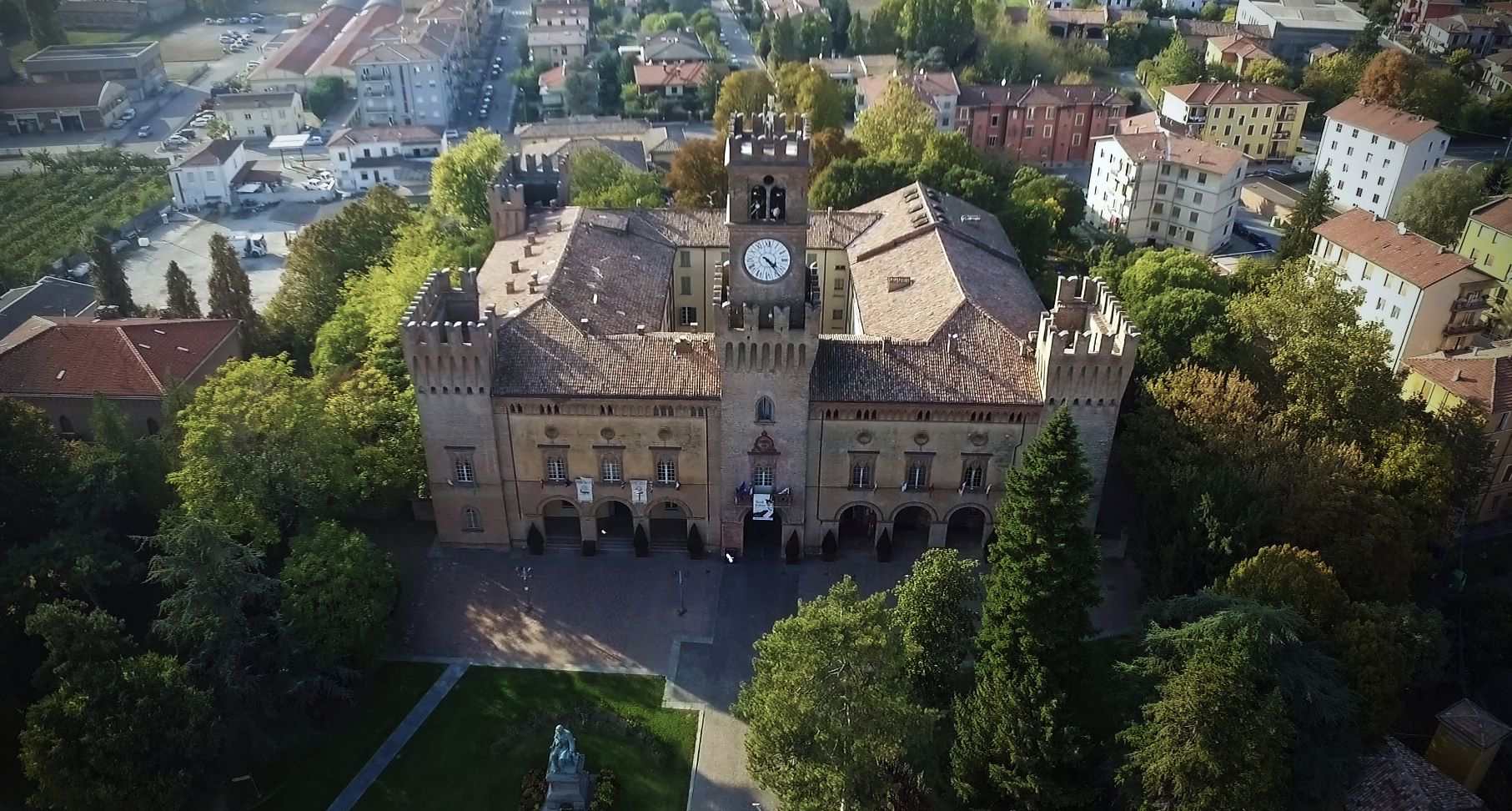
Rocca Pallavicino (Stadtburg)
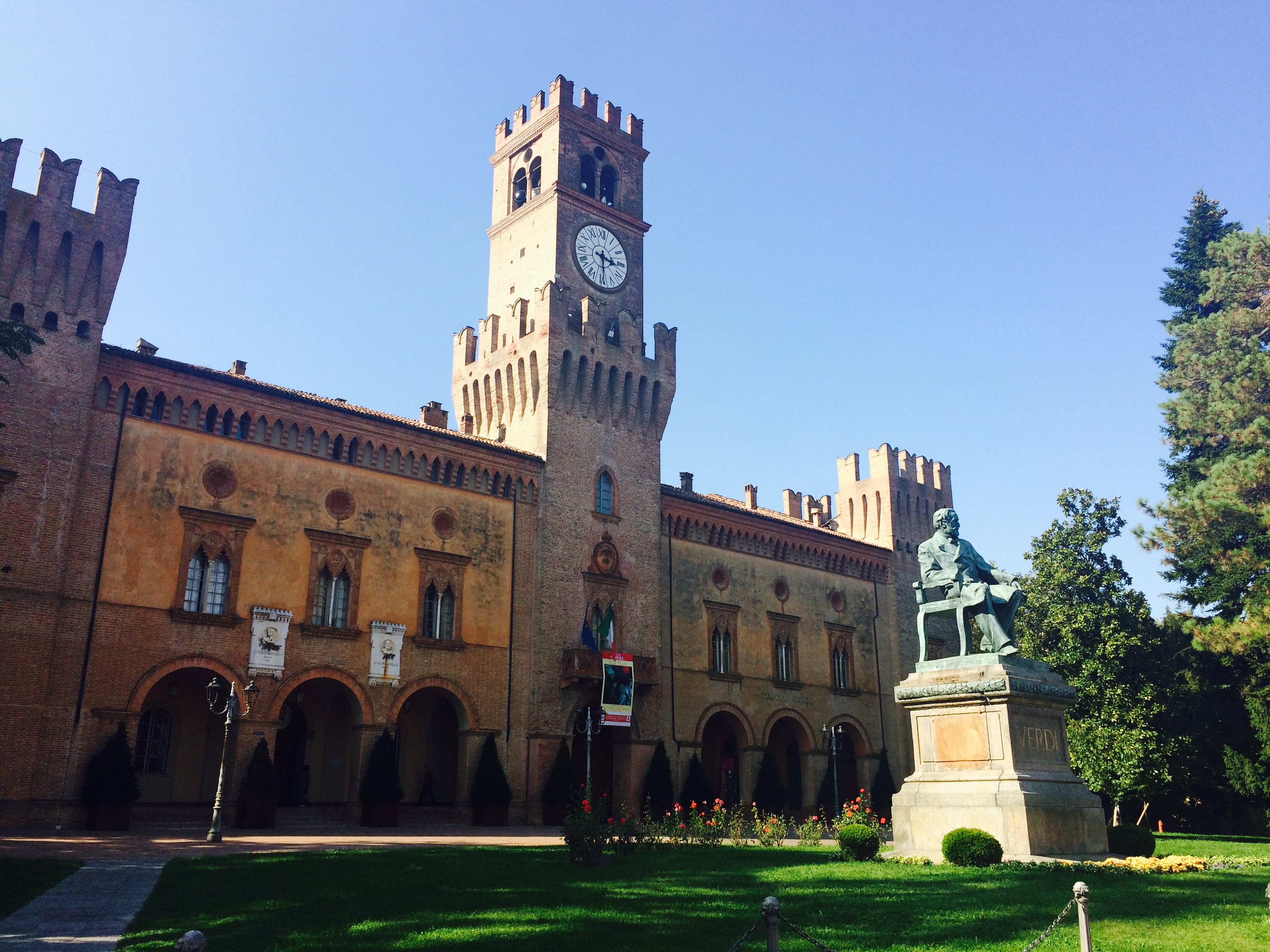
Statue Verdis vor der Burg, in der sich auch das Teatro Verdi befindet
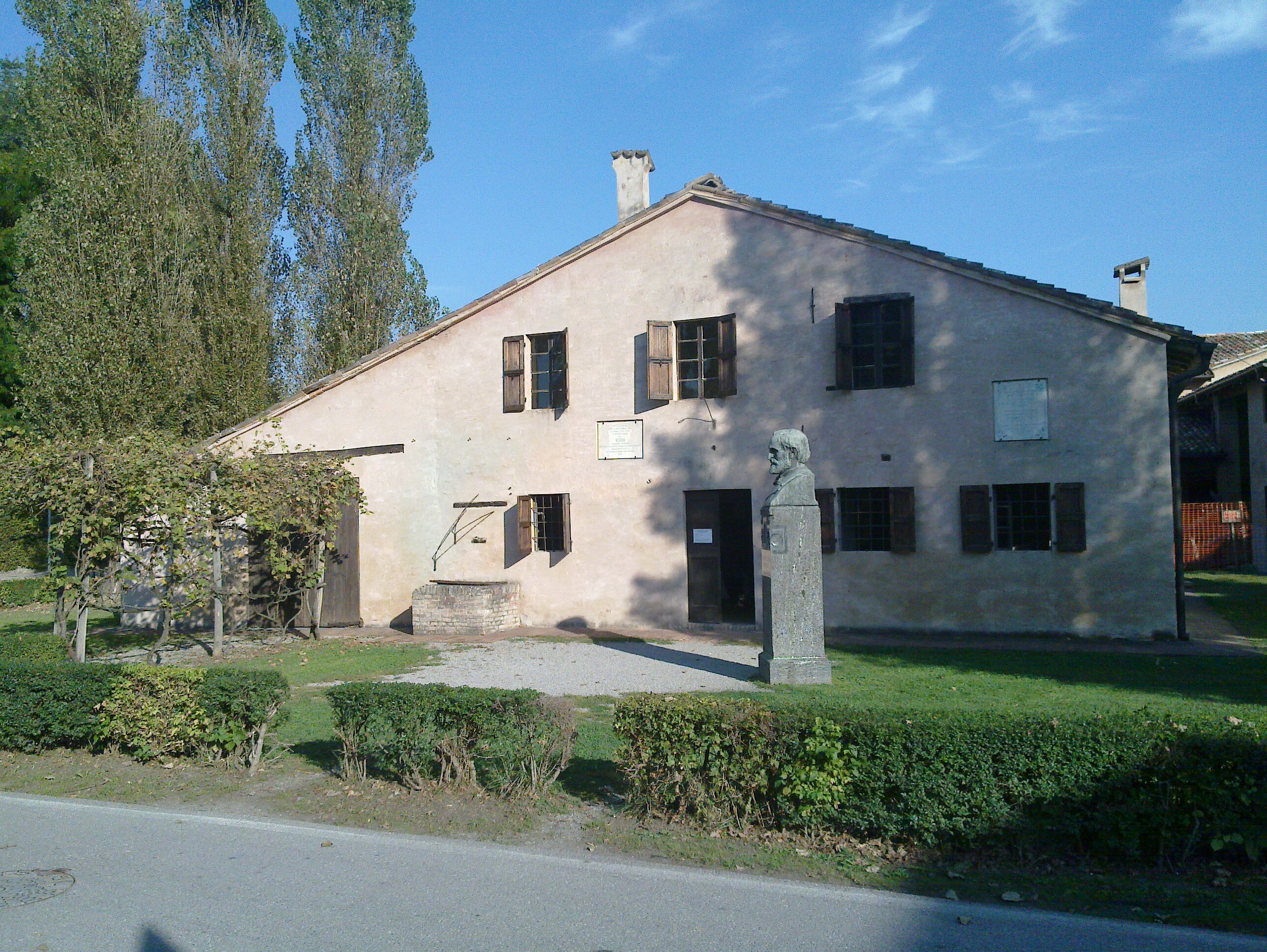
Verdis Geburtshaus in Roncole
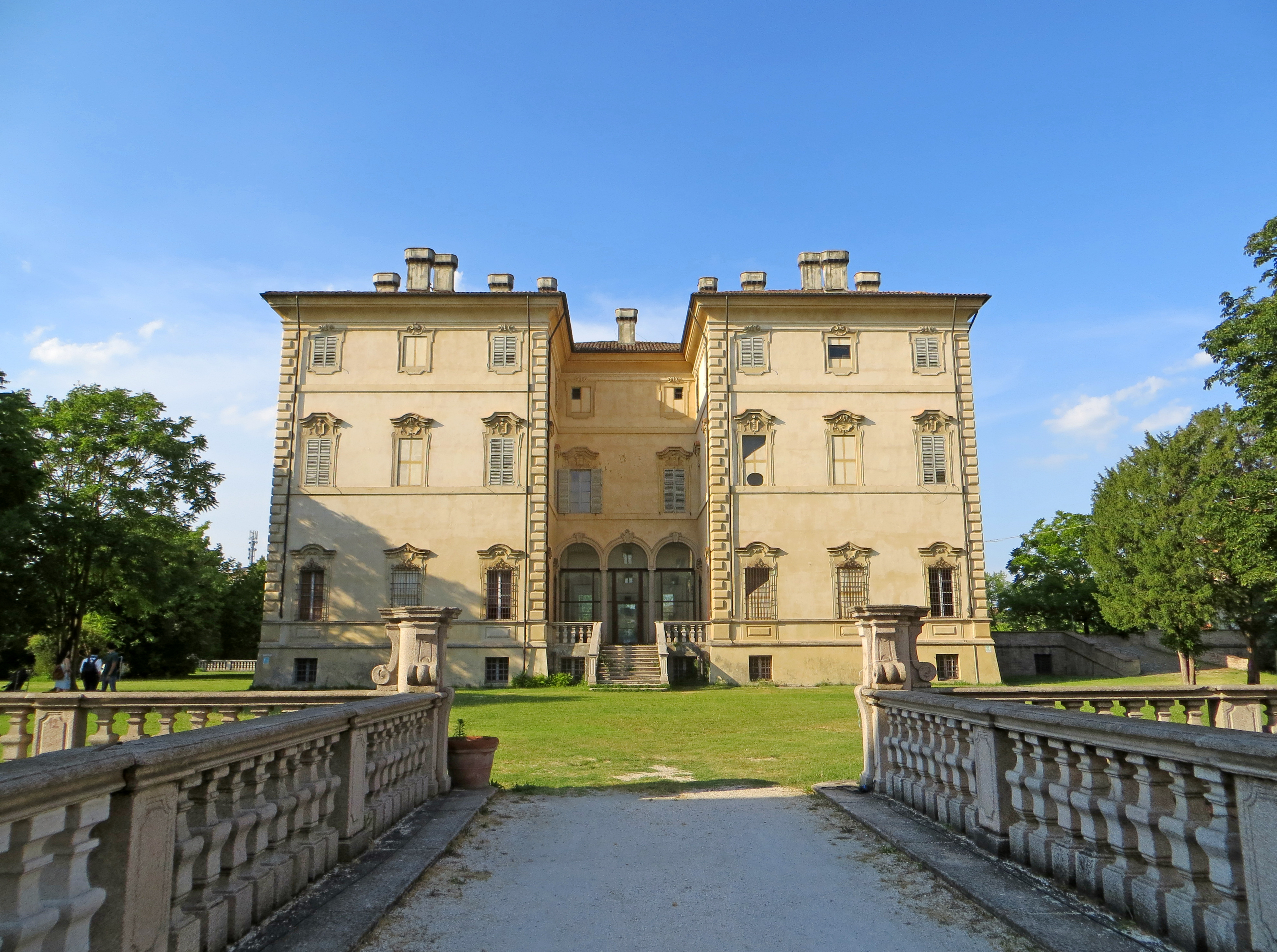
Villa Pallavicino (Museo nazionale Giuseppe Verdi)
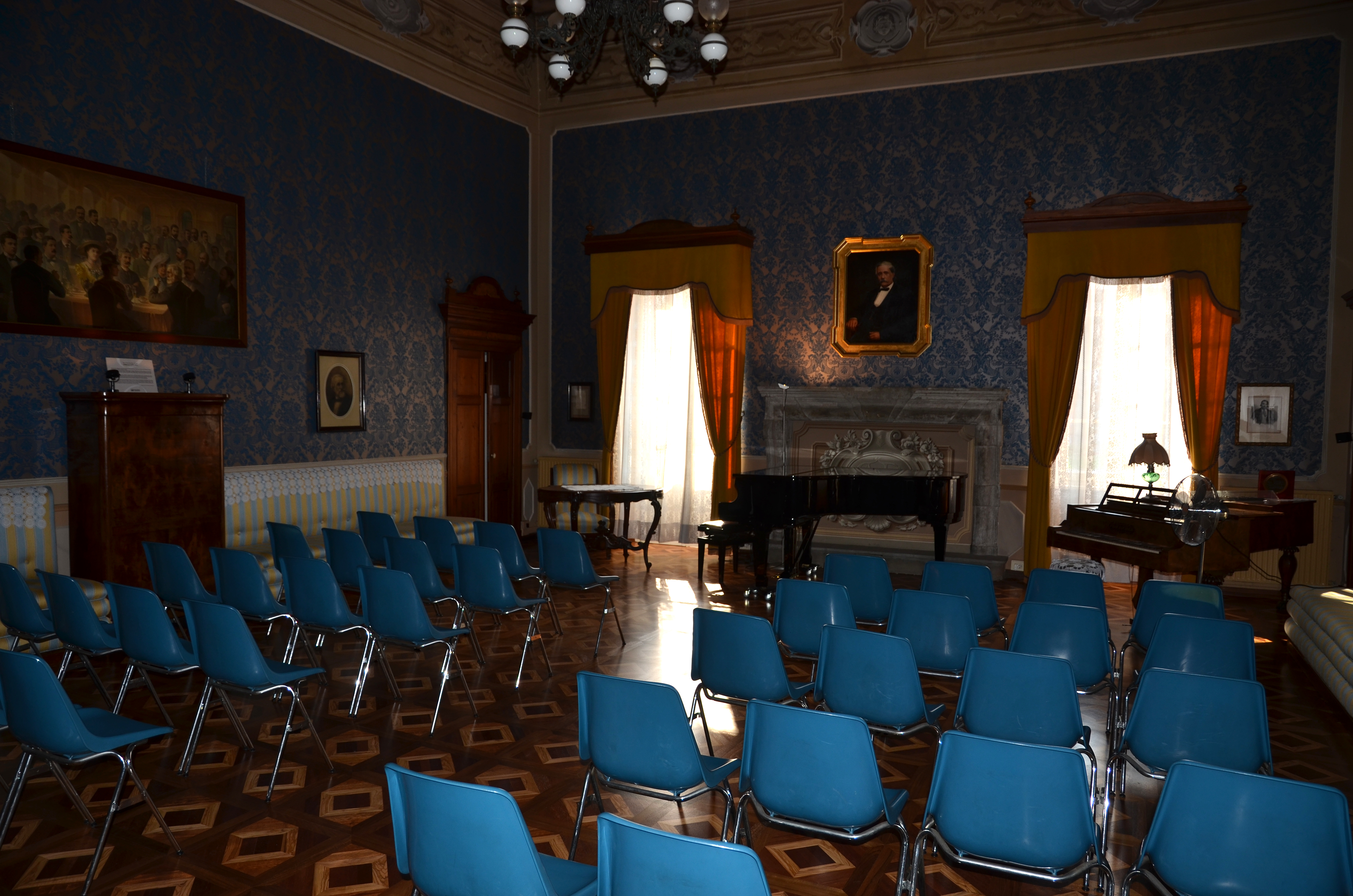
Konzertsaal in der Casa Barezzi
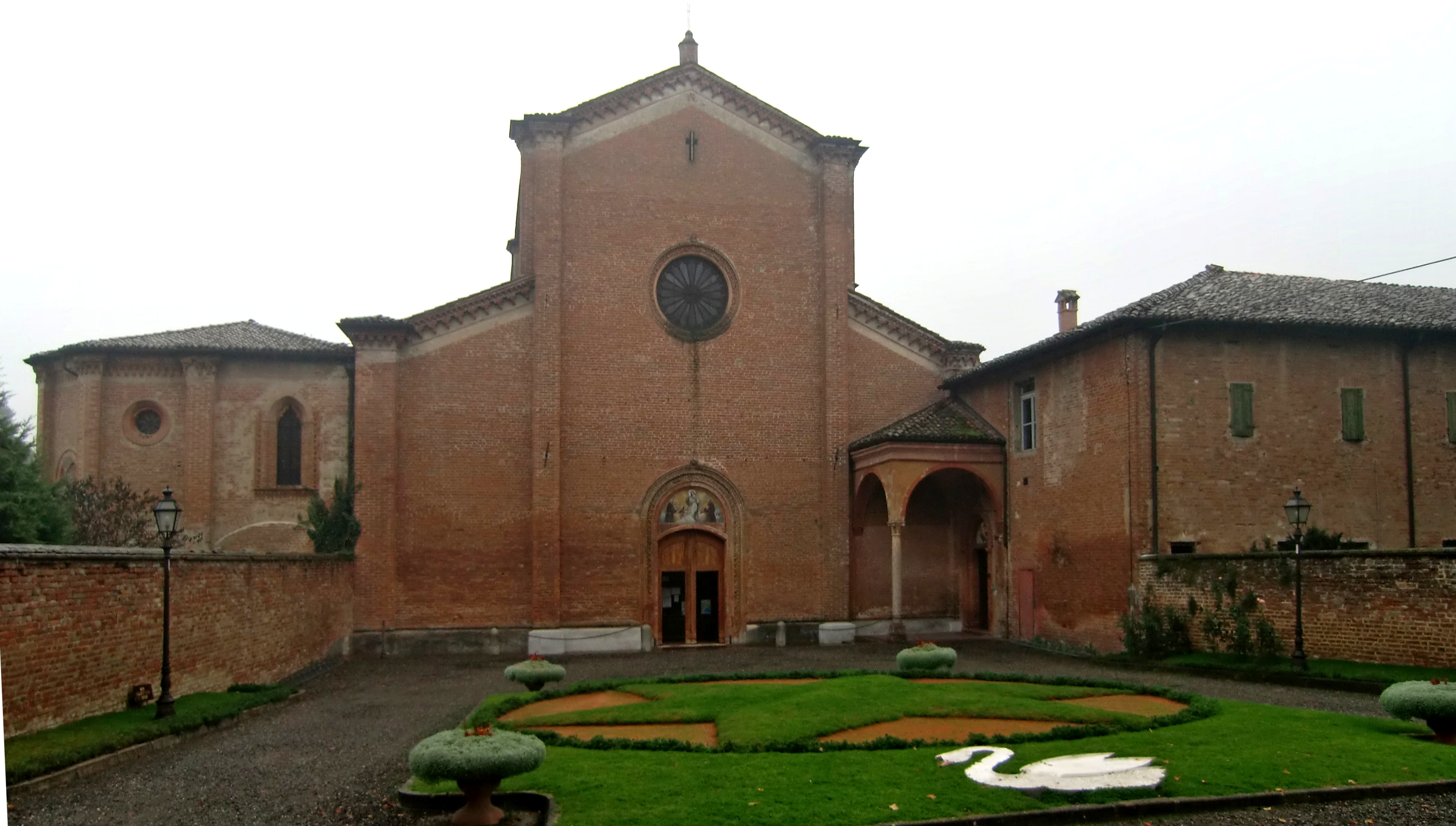
Kloster Santa Maria degli Angeli
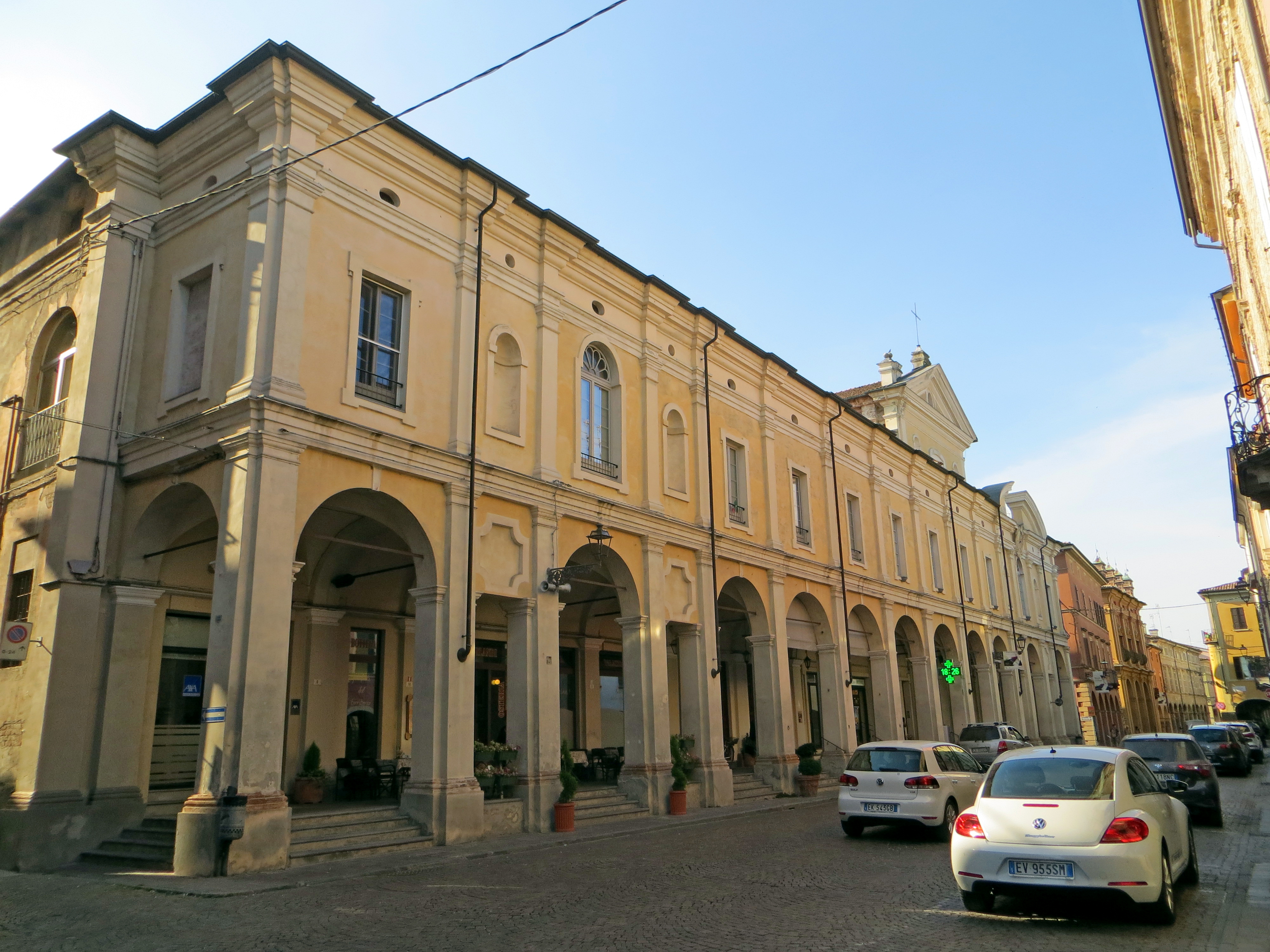
Jesuitenkolleg
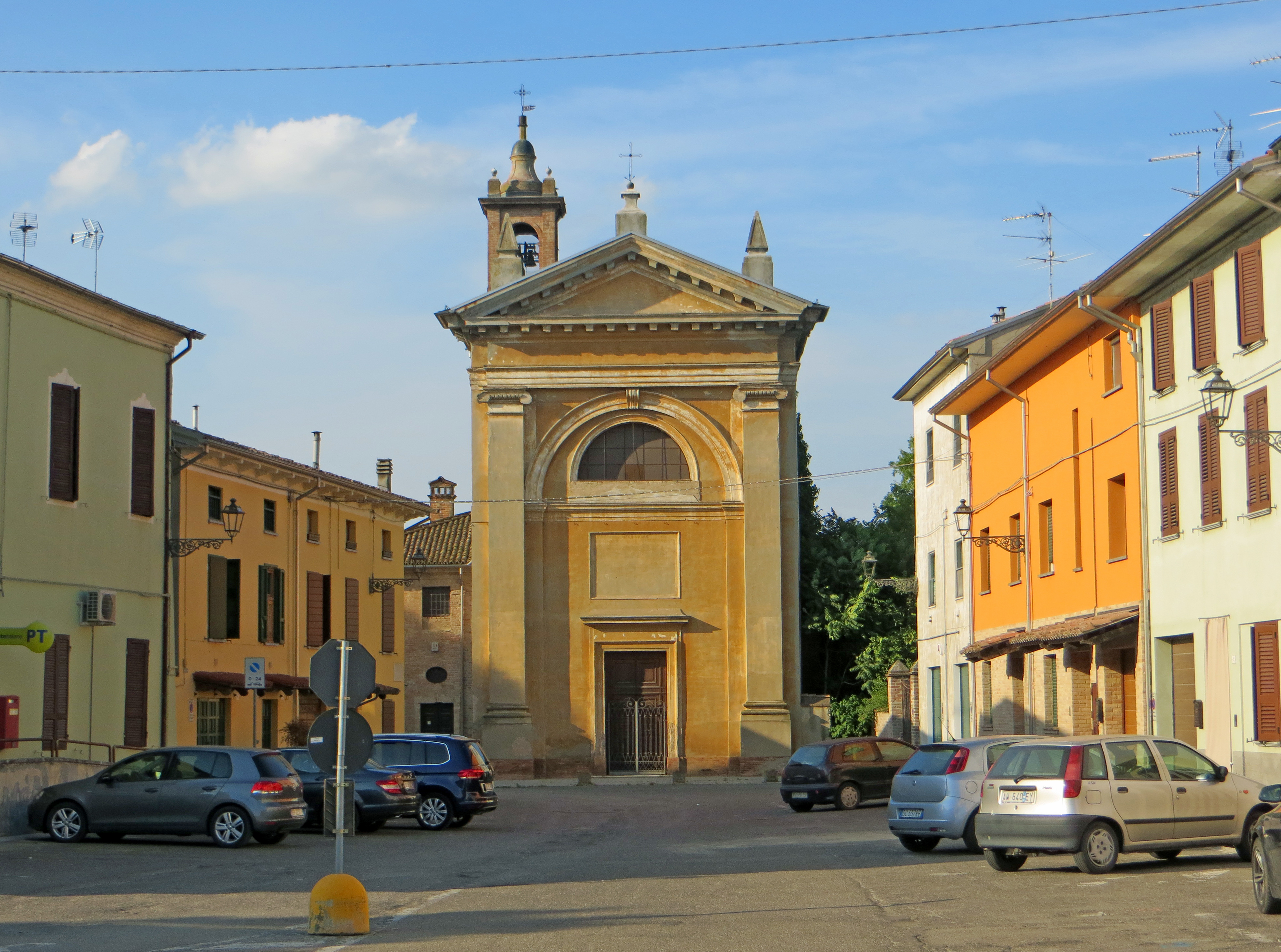
Santa Maria Annunziata

## Persönlichkeiten
- Tarquinio Merula (1595–1665), Komponist, in Busseto geboren
- Giuseppe Verdi (1813–1901), Komponist, im Ortsteil Le Roncole geboren
- Carlo Caffarra (1938–2017), Kardinal und Erzbischof von Bologna, in Busseto geboren
- Carlo Bergonzi (1924–2014), Opernsänger Tenor, in Vidalenzo (Ortschaft in der Nähe von Busseto) geboren

## Städtepartnerschaften
Mit Carry-le-Rouet in Frankreich besteht eine Städtepartnerschaft, mit Salzburg in Österreich seit 1988 eine Städtefreundschaft.